# حسين توفيق إمام
حسين توفيق إمام (بالبنغالية: হোসেন তৌফিক ইমাম؛ 15 يناير 1939 - 4 مارس 2021) سياسي من رابطة عوامي البنجلاديشية ومستشارًا سياسيًا لرئيسة وزراء بنغلاديش الشيخة حسينة. كانت رتبته معادلة لوزير في الحكومة. 

## الحياة المهنية
ولد الإمام في 15 يناير 1939. أكمل دراسته الجامعية في الاقتصاد من جامعة راجشاهي وتخرج في الاقتصاد من جامعة دكا. أكمل تخرجه من كلية لندن للاقتصاد في إدارة التنمية.
شغل الإمام منصب سكرتير مجلس الوزراء في حكومة مجيبناغار. كان المستشار السياسي لرئيس وزراء بنغلاديش. وألقى باللوم على المخابرات الداخلية في تسهيل هجوم دكا في يوليو 2016.
تم انتخاب نجل إمام، تانفير إمام لعضوية البرلمان من سراجانج -4 كمرشح لرابطة عوامي البنجلاديشية في يناير 2014.
توفي إمام في 4 مارس 2021 في المستشفى العسكري المشترك في دكا بنغلاديش.